# 汕樟轻便车路
汕樟轻便车路，曾是位于广东汕头市与澄海县境内的一条由人力推动的轻便铁路。

## 历史
建于民国5年（1916年），由大埔县人杨俊如、萧亦秋等倡议凑建。起点站在汕头盐埕街头，终点站原计划为澄海东里（原名东陇）的樟林，然后再延伸到饶平县黄冈。汕樟轻便铁路分为几个时期修通：1918年由汕头通车到澄海下埔，次年11月延伸澄海外砂，1920年12月延至外砂桥站，1923年1月最后修到澄海县城莲阳河边的埔美站，全长共18.5公里。運行方式為由人力驅動台車運行的人車軌道。因经济等因素，轻便铁路并没有按原计划修建到樟林。1932年10月，当局以“妨碍市内交通”为由，由澄海县人陈少文、蔡时帆等改为公路。至抗日战争暴发，其历史使命宣告结束。现汕头市内，只留下“汕樟路”街名和轻便车头地名。

## 车站
汕樟轻便车路沿途共设置汕头、金砂、东墩、浮陇、鸥汀、下埔、外砂和澄海八个站。